# Pacchada
Pacchada (Pachada) är en muslimsk etnisk grupp i pakistanska Punjab.